# Repinique

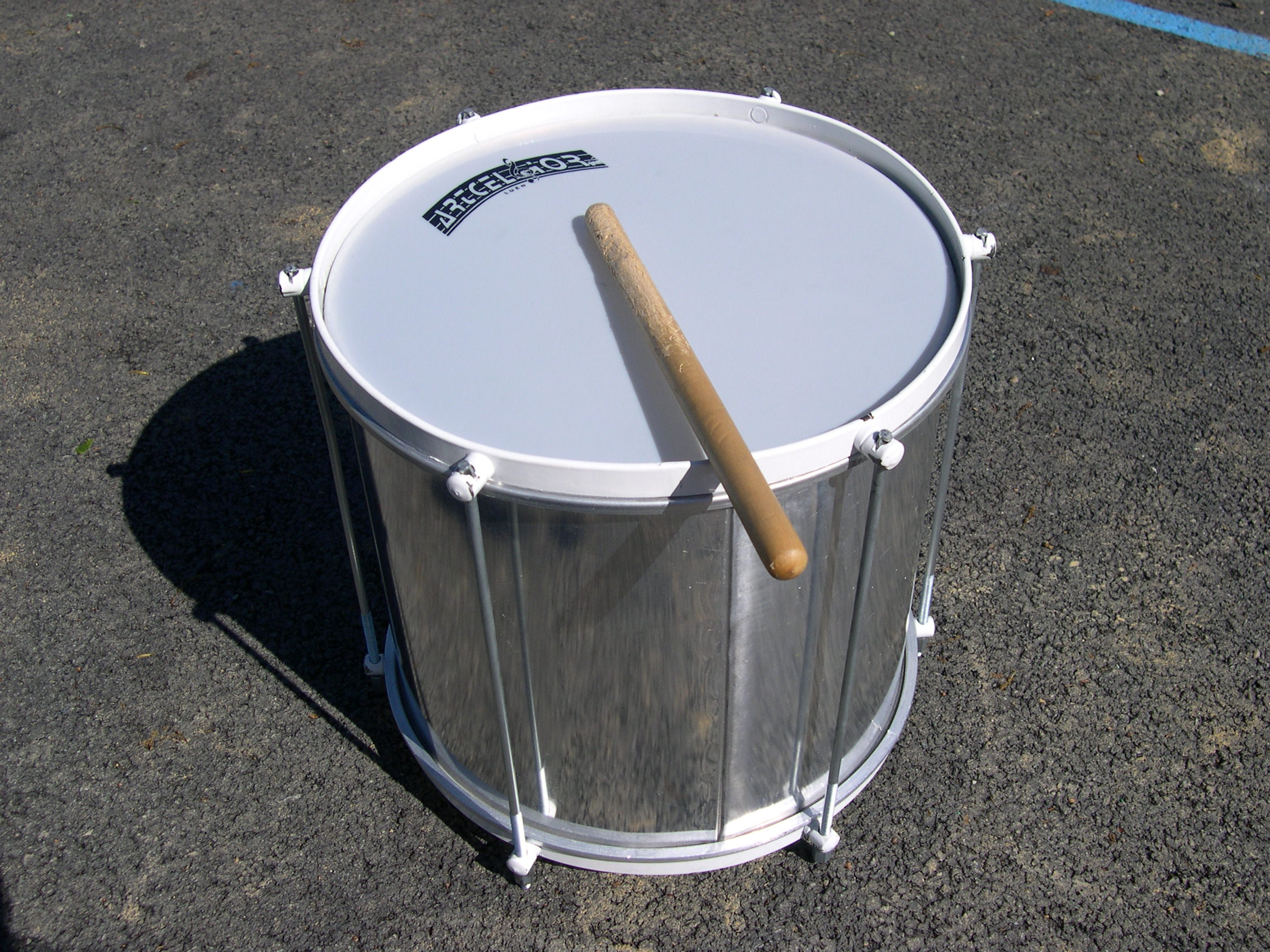
Un repique.

Le repinique ou repique est un instrument de percussion utilisé dans la samba brésilienne. C'est un tambour en cylindrique à deux membranes.
Peut-être issue des caisses claires militaires "Caixa de guerra" ou il lui manquait un timbre...et pris la place de la direction de l'ensemble de la "Batteria".[à recycler]

## Facture
Il est généralement constitué d’un fût cylindrique en métal d’une hauteur de 25 à 30 cm, avec des membranes synthétiques (très tendues) d’un diamètre de 25 à 35 cm (au système de tension par tirants mécaniques)

## Jeu
Tenu par une sangle ou deux, selon la région du Brésil, il peut se jouer de différentes manières. 
Ainsi que différents rythmes pas seulement issue du samba enredo de Rio.   
- à Rio (pour jouer du Samba), il se joue à une main et une baguette (ou parfois juste avec les mains comme pour le repique de mão).
- Le repique de mão étant essentiellement pour le pagode.
- à Salvador de Bahia (pour jouer la samba-reggae), il se joue avec deux baguettes en bois ou en plastique souple contrairement à Rio avec une seule baguette. La peau est ainsi fouettée et plus joué en frisé qu'en roulé.

Il a pour fonction de faire les appels et les questions réponses ainsi que la « chauffe » de la bateria ou de la batucada (l'ensemble de percussions).
Souvent pratiqué dans la section Rythmique, le repinique dirige l'ensemble, il dirige les appels pour les rentrés ou et les sorties des questions-réponses de l’ensemble et contribue au maintien des conversations et rythmiques entre les instruments.
Aussi appelé repique dans d'autres pays d'Amérique latine, il joue le rôle du marqueur pour la danse et le contre-point des poly-rythmies.
Venezuela, Colombie, Uruguay, Belize, Haïti sont quelques pays où le repique a une place prépondérante dans les repertoires afro-caraïbéens et latino-américain avec ses origines africaines.

## Discographie et filmographie
- Trio Mocotó “Samba Rock” - CD 2001, Label Ziriguiboom/Crammed Discs/Y Brazil music – Zir 09.
- Trio Mocotó “Beleza ! Beleza ! ! Beleza !!!” – CD 2004 Label Ziriguiboom/Crammed discs. Ybrazilmusic
- Batucada "Escola de Samba Mocidade Independente de Padre Miguel " Percussions du Brésil - CD 1990, JSL 003-1520/Média7.

- 2003, DVD : Drum Vision : support de méthode – edv 1540 stéréo – VO française, sous-titrages en anglais et espagnol. Durée : 2h15.

- 2002, DVD & VHS : Le Samba de Enredo au cœur des batteries de Rio. Une méthode réalisée par Philippe Nasse, Jean Christophe Jacquin, Bruno Ginestet et Klaus Blasquiz - Durée : 2 heures 30, Version française et anglaise - stéréo. Livret 64 pages, 2002.

## Sources et liens
- Klower, Tom « Percussions et Rythmes du Monde », Éditions Binkey Kok.
- Paul Mindy, "Initiations aux percussions du Brésil" (Livre/Cd), Éditions Henry Lemoine/HL Music 2003.
- Source